# 新潟県道287号羽茂港村山線
新潟県道287号羽茂港村山線（にいがたけんどう287ごう はもちこうむらやません）は、新潟県佐渡市内を通る一般県道である。

## 概要

### 路線データ
- 起点：茂港（はもち）港（新潟県佐渡市羽茂大橋、新潟県道45号佐渡一周線・新潟県道81号佐渡縦貫線交点）
- 終点：新潟県佐渡市羽茂村山（国道350号交点）

## 地理

### 通過する自治体
- 新潟県佐渡市

### 接続する道路
- 新潟県道45号佐渡一周線（起点：佐渡市羽茂大橋、茂港港）
- 新潟県道81号佐渡縦貫線（佐渡市羽茂大橋（起点） - 佐渡市羽茂本郷で重複）

この間北行き一方通行区間あり（佐渡市羽茂本郷 地内、「羽茂郵便局」前方 - 「佐渡市立羽茂小学校」北）
- 国道350号（終点：佐渡市羽茂村山、「小村簡易郵便局」付近）

### 周辺
- 新潟県厚生農業協同組合連合会 羽茂（はもち）病院
- 佐渡市消防本部 南佐渡消防署
- 佐渡市役所 羽茂支所（旧・羽茂町役場）
- 新潟県立羽茂高等学校
- 佐渡市立羽茂中学校
- 佐渡市立羽茂小学校
- 第四北越銀行 南佐渡支店
- JA羽茂 本所
- 羽茂郵便局
- 大橋簡易郵便局
- 小村簡易郵便局
- マルダイ（マルダイ味噌）
- コメリハードアンドグリーン 羽茂店
- 羽茂ショッピングプラザ
  - ベスト電器 BFS羽茂店
- 大石湾
  - 羽茂港（小木港）（重要港湾）
- 羽茂城
- 羽茂川